# Copa del Rey de fútbol 1982-83
La Copa del Rey de Fútbol 1982-83 es la edición número 79 de dicha competición española. Se disputó entre el 8 de septiembre de 1982 y el 4 de junio de 1983, con la disputa de la final en el Estadio de La Romareda, con la participación de 135 equipos de las divisiones Primera, Segunda, Segunda B y Tercera.
El campeón fue el F. C. Barcelona, conquistando su 20.º título, tras ganar al Real Madrid C. F. en la final.

## Equipos clasificados
Disputarán la Copa del Rey 1982-83, habiendo sellado su presencia en función de clasificación en las cuatro primeras categorías del sistema de competición liguero en la temporada 1981-82, y partiendo de determinadas rondas según su categoría en la presente campaña, los siguientes equipos:
Los 18 equipos de la Primera División 1981-82 (todos, donde los clubes participantes en competiciones europeas están exentos hasta que son eliminados de los torneos continentales o hasta que se alcanza la ronda de 1/8 Final):
| - Real Sociedad - F. C. Barcelona - Real Madrid C. F. - Athletic Club - Valencia C. F. - Real Betis - Sevilla F. C. - Atlético de Madrid - Real Valladolid C. F. | - C. A. Osasuna - Real Zaragoza - Racing de Santander - R. C. D. Español - Real Sporting de Gijón - U. D. Las Palmas - Cádiz C. F. - Hércules C. F. - CD Castellón |

Los 20 equipos de Segunda División 1981-82:
| - Real Murcia C. F. - Cádiz C. F. - R. C. D. Mallorca - R. C. Deportivo de La Coruña - Palencia C. F. - Castilla C. F. - Elche C. F. - Hércules C. F. - A. D. Rayo Vallecano - R. C. Recreativo de Huelva | - Barcelona Atlético - Real Oviedo C. F. - Atlético Madrileño - Linares C. F. - R. C. Celta de Vigo - Cartagena F. C. - Deportivo Alavés - C. E. Sabadell F. C. - Xerez C. D. - Córdoba C. F. |

20 equipos de Segunda División B 1981-82 (de un total de 40):
| - C. A. Osasuna Promesas - F. C. Andorra - C. D. Antequerano - Sestao S. C. - Albacete Balompié - R. C. Portuense - Algeciras C. F. - Barakaldo C. F. - S. D. Erandio - Bilbao Athletic Club - C. D. Binéfar - C. D. Endesa Andorra - C. D. Logroñés | - C. D. Alcoyano - R. S. D. Alcalá - Talavera C. F. - Calvo Sotelo C. F. - C. F. Lorca Deportiva - Burgos C. F. - A. D. Ceuta - C. D. Fuengirola - Granada C. F. - U. D. Poblense - C. D. Hospitalet - A. D. Parla |

72 equipos de Tercera División 1981-82 (de un total de 260):

## Primera ronda

### Cuadro
| Equipo 1                           | Agr.       | Equipo 2                     | Ida | Vuelta |
| ---------------------------------- | ---------- | ---------------------------- | --- | ------ |
| U. D. Toresana                     | 1-8        | Palencia C. F.               | 0-1 | 1-7    |
| C. D. Orense                       | 0-3        | R. C. Celta de Vigo          | 0-2 | 0-1    |
| Santoña C. F.                      | 2-4        | R. Racing C. de Santander    | 2-2 | 0-2    |
| C. D. Tudelano                     | 0-4        | C. Atlético Osasuna          | 0-0 | 0-4    |
| Real Zaragoza C. D.                | 7-0        | C. Atlético Osasuna Promesas | 4-0 | 3-0    |
| F. C. Andorra                      | 1-3        | R. C. D. Español             | 1-1 | 0-2    |
| C. P. Cacereño                     | 3-5        | C. Atlético de Madrid        | 1-1 | 2-4    |
| Real Valladolid Deportivo Promesas | 1-6        | U. D. Salamanca              | 1-1 | 0-5    |
| C. Atlético Bembibre               | 2-9        | Real Valladolid Deportivo    | 1-3 | 1-6    |
| C. D. Antequerano                  | 1-4        | C. D. Málaga                 | 0-0 | 1-4    |
| U. D. Telde                        | 1-12       | U. D. Las Palmas             | 1-3 | 0-9    |
| R. C. D. Coruña                    | 7-1        | C. D. Lugo                   | 3-0 | 4-1    |
| C. Europa de Nava                  | 3-4        | Real Oviedo C. F.            | 2-2 | 1-2    |
| Deportivo Alavés                   | 3-4        | Sestao S. C.                 | 1-1 | 2-3    |
| C. D. Castellón                    | 1-2        | Levante U. D.                | 1-0 | 0-2    |
| C. D. Júpiter                      | 1-4        | C. E. Sabadell F. C.         | 1-0 | 0-4    |
| F. C. Barcelona Atlético           | 6-2        | C. F. Igualada               | 5-0 | 1-2    |
| A. D. Rayo Vallecano               | 4-1        | C. Getafe Deportivo          | 2-1 | 2-0    |
| Hércules C. F.                     | 2-1        | Orihuela Deportiva C. F.     | 2-0 | 0-1    |
| Albacete Balompié                  | 2-3        | Real Murcia C. F.            | 2-0 | 0-3    |
| Elche C. F.                        | 7-2        | Alicante C. F.               | 6-1 | 1-1    |
| Cartagena F. C.                    | 4-3        | Torrevieja C. F.             | 4-0 | 0-3    |
| Racing C. Portuense                | 0-4        | R. C. Recreativo de Huelva   | 0-1 | 0-3    |
| Algeciras C. F.                    | 1-0        | Córdoba C. F.                | 1-0 | 0-0    |
| Coria C. F.                        | 2-4        | Xerez C. D.                  | 1-1 | 1-3    |
| Cádiz C. F.                        | 5-3        | Sevilla Atlético C.          | 2-0 | 3-3    |
| Linares C. F.                      | 5-2        | Atlético Benamiel C. F.      | 4-1 | 1-1    |
| U. D. Porreras                     | 0-4        | R. C. D. Mallorca            | 0-2 | 0-2    |
| S. D. Eibar                        | 3-1        | Baracaldo C. F.              | 2-0 | 1-1    |
| S. D. Erandio Club                 | 2-1        | C. D. Basconia               | 1-0 | 1-1    |
| Bilbao Athletic C.                 | 5-2        | Real Unión Club              | 4-1 | 1-1    |
| C. D. Binéfar                      | 1-3        | C. D. Endesa Andorra         | 0-1 | 1-2    |
| C. D. Logroñés                     | 3-2        | C. D. Corellano              | 2-2 | 1-0    |
| C. D. Alcoyano                     | 5-4        | Catarroja C. F.              | 3-3 | 2-1    |
| R. S. D. Alcalá                    | 5-2        | Talavera C. F.               | 4-1 | 1-1    |
| C. F. Calvo Sotelo de Puertollano  | 2-3        | S. D. Gimnástica Arandina    | 1-0 | 1-3    |
| Lorca Deportiva                    | 3-4        | C. D. Torre Pacheco          | 2-1 | 1-3    |
| Zamora C. F.                       | 0-2        | Burgos C. F.                 | 0-2 | 0-0    |
| Jerez Industrial C. F.             | 3-2        | Ag. D. Ceuta                 | 0-0 | 3-2    |
| C. D. Fuengirola                   | 1-6        | Granada C. F.                | 1-3 | 0-3    |
| U. D. Poblense                     | 3-0        | C. D. Manacor                | 2-0 | 1-0    |
| U. D. Figueras                     | 3-1        | C. D. Hospitalet             | 2-1 | 1-0    |
| C. Turista de Vigo                 | 1-4        | Pontevedra C. F.             | 1-1 | 0-3    |
| U. P. Langreo                      | 3-1        | Club Siero                   | 2-1 | 1-0    |
| Aurrera Ondarroa                   | 2-0        | S. D. Amorebieta             | 1-0 | 1-0    |
| C. D. Cayón                        | 2-4        | S. D. Deusto                 | 2-2 | 0-2    |
| C. D. Numancia                     | 2-8        | Deportivo Aragón             | 1-3 | 1-5    |
| Onteniente C. F.                   | 2-3        | C. F. Gandía                 | 2-1 | 0-2    |
| C. D. Pegaso                       | 6-2        | C. D. MWM-Diter Zafra        | 4-0 | 2-2    |
| Mérida Industrial C. F.            | 3-2        | C. D. Valdepeñas             | 3-1 | 0-1    |
| C. D. Eldense                      | 2-1        | C. D. Cieza                  | 2-0 | 0-1    |
| C. D. Toreno                       | 1-3        | S. D. Ponferradina           | 1-0 | 0-3    |
| C. Atlético Malagueño              | 3-5        | C. D. Alhaurino              | 3-2 | 0-3    |
| C. D. San Andrés                   | (pen.) 6-6 | U. D. Realejos               | 2-0 | 4-6    |
| S. D. Tenisca                      | 3-4        | U. D. Güímar                 | 2-0 | 1-4    |
| U. D. Orotava                      | 1-2        | Martos C. D.                 | 0-1 | 1-1    |
| C. D. Mestalla                     | 3-1        | C. D. Constancia             | 2-0 | 1-1    |
| C. D. Atlético de Ciudadela        | 4-2        | C. F. Sporting Mahonés       | 3-0 | 1-2    |
| C. Gran Peña Celtista              | 5-4        | Arosa S. C.                  | 3-1 | 2-3    |
| Real Titánico                      | 1-7        | R. Sporting de Gijón         | 1-3 | 0-4    |
| C. F. Badalona                     | (pen.) 3-3 | F. C. Barcelona Aficionados  | 1-1 | 2-2    |
| Castilla C. F.                     | 4-1        | C. D. Leganés                | 3-1 | 1-0    |
| A. D. Parla                        | 1-2        | C. Atlético Madrileño        | 1-0 | 0-2    |

### Partidos
| Ida; 08 de septiembre de 1982 | U. D. Toresana | 0:1 | Palencia C. F. |  |  |

| Vuelta; 15 de septiembre de 1982 | Palencia C. F. | 7:1 (Global 8:1) | U. D. Toresana |  |  |

| Ida; 15 de septiembre de 1982 | C. D. Orense | 0:2 | R. C. Celta de Vigo |  |  |

| Vuelta; 29 de septiembre de 1982 | R. C. Celta de Vigo | 1:0 (Global 3:0) | C. D. Orense |  |  |

| Ida; 15 de septiembre de 1982 | Santoña C. F. | 2:2 | R. Racing C. de Santander |  |  |

| Vuelta; 29 de septiembre de 1982 | R. Racing C. de Santander | 2:0 (Global 4:2) | Santoña C. F. |  |  |

| Ida; 15 de septiembre de 1982 | C. D. Tudelano | 0:0 | C. Atlético Osasuna |  |  |

| Vuelta; 22 de septiembre de 1982 | C. Atlético Osasuna | 4:0 (Global 4:0) | C. D. Tudelano |  |  |

| Ida; 15 de septiembre de 1982 | Real Zaragoza C. D. | 4:0 | C. Atlético Osasuna Promesas |  |  |

| Vuelta; 29 de septiembre de 1982 | C. Atlético Osasuna Promesas | 0:3 (Global 0:7) | Real Zaragoza C. D. |  |  |

| Ida; 15 de septiembre de 1982 | F. C. Andorra | 1:1 | R. C. D. Español |  |  |

| Vuelta; 29 de septiembre de 1982 | R. C. D. Español | 2:0 (Global 3:1) | F. C. Andorra |  |  |

| Ida; 15 de septiembre de 1982 | C. P. Cacereño | 1:1 | C. Atlético de Madrid |  |  |

| Vuelta; 22 de septiembre de 1982 | C. Atlético de Madrid | 4:2 (Global 5:3) | C. P. Cacereño |  |  |

| Ida; 15 de septiembre de 1982 | Real Valladolid Deportivo Promesas | 1:1 | U. D. Salamanca |  |  |

| Vuelta; 29 de septiembre de 1982 | U. D. Salamanca | 5:0 (Global 6:1) | Real Valladolid Deportivo Promesas |  |  |

| Ida; 15 de septiembre de 1982 | C. Atlético Bembibre | 1:3 | Real Valladolid Deportivo |  |  |

| Vuelta; 29 de septiembre de 1982 | Real Valladolid Deportivo | 6:1 (Global 9:2) | C. Atlético Bembibre |  |  |

| Ida; 15 de septiembre de 1982 | C. D. Antequerano | 0:0 | C. D. Málaga |  |  |

| Vuelta; 29 de septiembre de 1982 | C. D. Málaga | 4:1 (Global 4:1) | C. D. Antequerano |  |  |

| Ida; 15 de septiembre de 1982 | U. D. Telde | 1:3 | U. D. Las Palmas |  |  |

| Vuelta; 29 de septiembre de 1982 | U. D. Las Palmas | 9:0 (Global 12:1) | U. D. Telde |  |  |

| Ida; 15 de septiembre de 1982 | R. C. D. Coruña | 3:0 | C. D. Lugo |  |  |

| Vuelta; 29 de septiembre de 1982 | C. D. Lugo | 1:4 (Global 1:7) | R. C. D. Coruña |  |  |

| Ida; 15 de septiembre de 1982 | C. Europa de Nava | 2:2 | Real Oviedo C. F. |  |  |

| Vuelta; 29 de septiembre de 1982 | Real Oviedo C. F. | 2:1 (Global 4:3) | C. Europa de Nava |  |  |

| Ida; 15 de septiembre de 1982 | Deportivo Alavés | 1:1 | Sestao S. C. |  |  |

| Vuelta; 29 de septiembre de 1982 | Sestao S. C. | 3:2 (Global 4:3) | Deportivo Alavés |  |  |

| Ida; 15 de septiembre de 1982 | C. D. Castellón | 1:0 | Levante U. D. |  |  |

| Vuelta; 29 de septiembre de 1982 | Levante U. D. | 2:0 (Global 2:1) | C. D. Castellón |  |  |

| Ida; 15 de septiembre de 1982 | C. D. Júpiter | 1:0 | C. E. Sabadell F. C. |  |  |

| Vuelta; 29 de septiembre de 1982 | C. E. Sabadell F. C. | 4:0 (Global 4:1) | C. D. Júpiter |  |  |

| Ida; 15 de septiembre de 1982 | F. C. Barcelona Atlético | 5:0 | C. F. Igualada |  |  |

| Vuelta; 29 de septiembre de 1982 | C. F. Igualada | 2:1 (Global 2:6) | F. C. Barcelona Atlético |  |  |

| Ida; 15 de septiembre de 1982 | A. D. Rayo Vallecano | 2:1 | C. Getafe Deportivo |  |  |

| Vuelta; 29 de septiembre de 1982 | C. Getafe Deportivo | 0:2 (Global 1:4) | A. D. Rayo Vallecano |  |  |

| Ida; 15 de septiembre de 1982 | Hércules C. F. | 2:0 | Orihuela Deportiva C. F. |  |  |

| Vuelta; 29 de septiembre de 1982 | Orihuela Deportiva C. F. | 1:0 (Global 1:2) | Hércules C. F. |  |  |

| Ida; 15 de septiembre de 1982 | Albacete Balompié | 2:0 | Real Murcia C. F. |  |  |

| Vuelta; 29 de septiembre de 1982 | Real Murcia C. F. | 3:0 (Global 3:2) | Albacete Balompié |  |  |

| Ida; 15 de septiembre de 1982 | Elche C. F. | 6:1 | Alicante C. F. |  |  |

| Vuelta; 29 de septiembre de 1982 | Alicante C. F. | 1:1 (Global 2:7) | Elche C. F. |  |  |

| Ida; 15 de septiembre de 1982 | Cartagena F. C. | 4:0 | Torrevieja C. F. |  |  |

| Vuelta; 29 de septiembre de 1982 | Torrevieja C. F. | 3:0 (Global 3:4) | Cartagena F. C. |  |  |

| Ida; 15 de septiembre de 1982 | Racing C. Portuense | 0:1 | R. C. Recreativo de Huelva |  |  |

| Vuelta; 29 de septiembre de 1982 | R. C. Recreativo de Huelva | 3:0 (Global 4:0) | Racing C. Portuense |  |  |

| Ida; 15 de septiembre de 1982 | Algeciras C. F. | 1:0 | Córdoba C. F. |  |  |

| Vuelta; 22 de septiembre de 1982 | Córdoba C. F. | 0:0 (Global 0:1) | Algeciras C. F. |  |  |

| Ida; 15 de septiembre de 1982 | Coria C. F. | 1:1 | Xerez C. D. |  |  |

| Vuelta; 29 de septiembre de 1982 | Xerez C. D. | 3:1 (Global 4:2) | Coria C. F. |  |  |

| Ida; 15 de septiembre de 1982 | Cádiz C. F. | 2:0 | Sevilla Atlético C. |  |  |

| Vuelta; 29 de septiembre de 1982 | Sevilla Atlético C. | 3:3 (Global 3:5) | Cádiz C. F. |  |  |

| Ida; 15 de septiembre de 1982 | Linares C. F. | 4:1 | Atlético Benamiel C. F. |  |  |

| Vuelta; 29 de septiembre de 1982 | Atlético Benamiel C. F. | 1:1 (Global 2:5) | Linares C. F. |  |  |

| Ida; 15 de septiembre de 1982 | U. D. Porreras | 0:2 | R. C. D. Mallorca |  |  |

| Vuelta; 29 de septiembre de 1982 | R. C. D. Mallorca | 2:0 (Global 4:0) | U. D. Porreras |  |  |

| Ida; 15 de septiembre de 1982 | S. D. Eibar | 2:0 | Baracaldo C. F. |  |  |

| Vuelta; 22 de septiembre de 1982 | Baracaldo C. F. | 1:1 (Global 1:3) | S. D. Eibar |  |  |

| Ida; 15 de septiembre de 1982 | S. D. Erandio Club | 1:0 | C. D. Basconia |  |  |

| Vuelta; 28 de septiembre de 1982 | C. D. Basconia | 1:1 (Global 1:2) | S. D. Erandio Club |  |  |

| Ida; 15 de septiembre de 1982 | Bilbao Athletic C. | 4:1 | Real Unión Club |  |  |

| Vuelta; 22 de septiembre de 1982 | Real Unión Club | 1:1 (Global 2:5) | Bilbao Athletic C. |  |  |

| Ida; 15 de septiembre de 1982 | C. D. Binéfar | 0:1 | C. D. Endesa Andorra |  |  |

| Vuelta; 29 de septiembre de 1982 | C. D. Endesa Andorra | 2:1 (Global 3:1) | C. D. Binéfar |  |  |

| Ida; 15 de septiembre de 1982 | C. D. Logroñés | 2:2 | C. D. Corellano |  |  |

| Vuelta; 28 de septiembre de 1982 | C. D. Corellano | 0:1 (Global 2:3) | C. D. Logroñés |  |  |

| Ida; 15 de septiembre de 1982 | C. D. Alcoyano | 3:3 | Catarroja C. F. |  |  |

| Vuelta; 29 de septiembre de 1982 | Catarroja C. F. | 1:2 (Global 4:5) | C. D. Alcoyano |  |  |

| Ida; 15 de septiembre de 1982 | R. S. D. Alcalá | 4:1 | Talavera C. F. |  |  |

| Vuelta; 22 de septiembre de 1982 | Talavera C. F. | 1:1 (Global 2:5) | R. S. D. Alcalá |  |  |

| Ida; 15 de septiembre de 1982 | C. F. Calvo Sotelo de Puertollano | 1:0 | S. D. Gimnástica Arandina |  |  |

| Vuelta; 29 de septiembre de 1982 | S. D. Gimnástica Arandina | 3:1 (Global 3:2) | C. F. Calvo Sotelo de Puertollano |  |  |

| Ida; 15 de septiembre de 1982 | Lorca Deportiva | 2:1 | C. D. Torre Pacheco |  |  |

| Vuelta; 29 de septiembre de 1982 | C. D. Torre Pacheco | 3:1 (Global 4:3) | Lorca Deportiva |  |  |

| Ida; 15 de septiembre de 1982 | Zamora C. F. | 0:2 | Burgos C. F. |  |  |

| Vuelta; 29 de septiembre de 1982 | Burgos C. F. | 0:0 (Global 2:0) | Zamora C. F. |  |  |

| Ida; 15 de septiembre de 1982 | Jerez Industrial C. F. | 0:0 | Ag. D. Ceuta |  |  |

| Vuelta; 29 de septiembre de 1982 | Ag. D. Ceuta | 2:3 (Global 2:3) | Jerez Industrial C. F. |  |  |

| Ida; 15 de septiembre de 1982 | C. D. Fuengirola | 1:3 | Granada C. F. |  |  |

| Vuelta; 29 de septiembre de 1982 | Granada C. F. | 3:0 (Global 6:1) | C. D. Fuengirola |  |  |

| Ida; 15 de septiembre de 1982 | U. D. Poblense | 2:0 | C. D. Manacor |  |  |

| Vuelta; 29 de septiembre de 1982 | C. D. Manacor | 0:1 (Global 0:3) | U. D. Poblense |  |  |

| Ida; 15 de septiembre de 1982 | U. D. Figueras | 2:1 | C. D. Hospitalet |  |  |

| Vuelta; 29 de septiembre de 1982 | C. D. Hospitalet | 0:1 (Global 1:3) | U. D. Figueras |  |  |

| Ida; 15 de septiembre de 1982 | C. Turista de Vigo | 1:1 | Pontevedra C. F. |  |  |

| Vuelta; 29 de septiembre de 1982 | Pontevedra C. F. | 3:0 (Global 4:1) | C. Turista de Vigo |  |  |

| Ida; 15 de septiembre de 1982 | U. P. Langreo | 2:1 | Club Siero |  |  |

| Vuelta; 29 de septiembre de 1982 | Club Siero | 0:1 (Global 1:3) | U. P. Langreo |  |  |

| Ida; 15 de septiembre de 1982 | Aurrera Ondarroa | 1:0 | S. D. Amorebieta |  |  |

| Vuelta; 29 de septiembre de 1982 | S. D. Amorebieta | 0:1 (Global 0:2) | Aurrera Ondarroa |  |  |

| Ida; 15 de septiembre de 1982 | C. D. Cayón | 2:2 | S. D. Deusto |  |  |

| Vuelta; 29 de septiembre de 1982 | S. D. Deusto | 2:0 (Global 4:2) | C. D. Cayón |  |  |

| Ida; 15 de septiembre de 1982 | C. D. Numancia | 1:3 | Deportivo Aragón |  |  |

| Vuelta; 29 de septiembre de 1982 | Deportivo Aragón | 5:1 (Global 8:2) | C. D. Numancia |  |  |

| Ida; 15 de septiembre de 1982 | Onteniente C. F. | 2:1 | C. F. Gandía |  |  |

| Vuelta; 29 de septiembre de 1982 | C. F. Gandía | 2:0 (Global 3:2) | Onteniente C. F. |  |  |

| Ida; 15 de septiembre de 1982 | C. D. Pegaso | 4:0 | C. D. MWM-Diter Zafra |  |  |

| Vuelta; 29 de septiembre de 1982 | C. D. MWM-Diter Zafra | 2:2 (Global 2:6) | C. D. Pegaso |  |  |

| Ida; 15 de septiembre de 1982 | Mérida Industrial C. F. | 3:1 | C. D. Valdepeñas |  |  |

| Vuelta; 29 de septiembre de 1982 | C. D. Valdepeñas | 1:0 (Global 2:3) | Mérida Industrial C. F. |  |  |

| Ida; 15 de septiembre de 1982 | C. D. Eldense | 2:0 | C. D. Cieza |  |  |

| Vuelta; 29 de septiembre de 1982 | C. D. Cieza | 1:0 (Global 1:2) | C. D. Eldense |  |  |

| Ida; 15 de septiembre de 1982 | C. D. Toreno | 1:0 | S. D. Ponferradina |  |  |

| Vuelta; 29 de septiembre de 1982 | S. D. Ponferradina | 3:0 (Global 3:1) | C. D. Toreno |  |  |

| Ida; 15 de septiembre de 1982 | C. Atlético Malagueño | 3:2 | C. D. Alhaurino |  |  |

| Vuelta; 29 de septiembre de 1982 | C. D. Alhaurino | 3:0 (Global 5:3) | C. Atlético Malagueño |  |  |

| Ida; 15 de septiembre de 1982 | C. D. San Andrés | 2:0 | U. D. Realejos |  |  |

| Vuelta; 29 de septiembre de 1982 | U. D. Realejos | 6:4 (t. s.)(4-5 p.)(Global 6:6) | C. D. San Andrés |  |  |

| Ida; 15 de septiembre de 1982 | S. D. Tenisca | 2:0 | U. D. Güímar |  |  |

| Vuelta; 29 de septiembre de 1982 | U. D. Güímar | 4:1 (Global 4:3) | S. D. Tenisca |  |  |

| Ida; 15 de septiembre de 1982 | U. D. Orotava | 0:1 | Martos C. D. |  |  |

| Vuelta; 29 de septiembre de 1982 | Martos C. D. | 1:1 (Global 2:1) | U. D. Orotava |  |  |

| Ida; 15 de septiembre de 1982 | C. D. Mestalla | 2:0 | C. D. Constancia |  |  |

| Vuelta; 29 de septiembre de 1982 | C. D. Constancia | 1:1 (Global 1:3) | C. D. Mestalla |  |  |

| Ida; 15 de septiembre de 1982 | C. D. Atlético de Ciudadela | 3:0 | C. F. Sporting Mahonés |  |  |

| Vuelta; 29 de septiembre de 1982 | C. F. Sporting Mahonés | 2:1 (Global 2:4) | C. D. Atlético de Ciudadela |  |  |

| Ida; 16 de septiembre de 1982 | C. Gran Peña Celtista | 3:1 | Arosa S. C. |  |  |

| Vuelta; 29 de septiembre de 1982 | Arosa S. C. | 3:2 (Global 4:5) | C. Gran Peña Celtista |  |  |

| Ida; 16 de septiembre de 1982 | Real Titánico | 1:3 | R. Sporting de Gijón |  |  |

| Vuelta; 29 de septiembre de 1982 | R. Sporting de Gijón | 4:0 (Global 7:1) | Real Titánico |  |  |

| Ida; 16 de septiembre de 1982 | C. F. Badalona | 1:1 | F. C. Barcelona Aficionados |  |  |

| Vuelta; 29 de septiembre de 1982 | F. C. Barcelona Aficionados | 2:2 (t. s.)(3-4 p.)(Global 3:3) | C. F. Badalona |  |  |

| Ida; 22 de septiembre de 1982 | Castilla C. F. | 3:1 | C. D. Leganés |  |  |

| Vuelta; 28 de septiembre de 1982 | C. D. Leganés | 0:1 (Global 1:4) | Castilla C. F. |  |  |

| Ida; 22 de septiembre de 1982 | A. D. Parla | 1:0 | C. Atlético Madrileño |  |  |

| Vuelta; 29 de septiembre de 1982 | C. Atlético Madrileño | 2:0 (Global 2:1) | A. D. Parla |  |  |

## Segunda ronda

### Cuadro
| Equipo 1                       | Agr.       | Equipo 2                   | Ida | Vuelta |
| ------------------------------ | ---------- | -------------------------- | --- | ------ |
| S. D. Deusto                   | 1-2        | S. D. Eibar                | 1-1 | 0-1    |
| U. P. Langreo                  | 3-4        | R. Sporting de Gijón       | 3-2 | 0-2    |
| R. C. Celta de Vigo            | 2-1        | Pontevedra C. F.           | 1-1 | 1-0    |
| Sestao S. C.                   | 0-1        | Athletic Club              | 0-1 | 0-0    |
| Mérida Industrial C. F.        | 0-3        | C. Atlético de Madrid      | 0-2 | 0-1    |
| U. D. Salamanca                | 3-2        | Burgos C. F.               | 3-0 | 0-2    |
| C. D. Alhaurino                | 0-5        | C. D. Málaga               | 0-1 | 0-4    |
| C. D. San Andrés               | 1-10       | U. D. Las Palmas           | 0-3 | 1-7    |
| R. C. D. Coruña                | 7-0        | C. Gran Peña Celtista      | 6-0 | 1-0    |
| Real Oviedo C. F.              | 4-2        | Bilbao Athletic C.         | 2-1 | 2-1    |
| C. E. Sabadell F. C.           | 2-3        | U. D. Figueras             | 2-0 | 0-3    |
| C. F. Badalona                 | 0-4        | F. C. Barcelona Atlético   | 0-2 | 0-2    |
| C. D. Manchego                 | 2-1        | Castilla C. F.             | 2-0 | 0-1    |
| A. D. Rayo Vallecano           | 5-1        | C. D. Pegaso               | 3-0 | 2-1    |
| R. S. D. Alcalá                | 3-2        | C. Atlético Madrileño      | 3-1 | 0-1    |
| S. D. Gimnástica Arandina      | 1-4        | Palencia C. F.             | 0-2 | 1-2    |
| Jerez Industrial C. F.         | 0-1        | Cádiz C. F.                | 0-1 | 0-0    |
| Algeciras C. F.                | 2-3        | R. C. Recreativo de Huelva | 2-1 | 0-2    |
| Granada C. F.                  | 2-3        | Linares C. F.              | 2-1 | 0-2    |
| Juventud de Torremolinos C. F. | 0-4        | Xerez C. D.                | 0-1 | 0-3    |
| U. D. Poblense                 | 1-5        | R. C. D. Mallorca          | 0-0 | 1-5    |
| C. D. Endesa Andorra           | 2-5        | Deportivo Aragón           | 2-2 | 0-3    |
| Hércules C. F.                 | 6-1        | C. D. Mestalla             | 1-0 | 5-1    |
| Real Murcia C. F.              | 3-1        | C. D. Torre Pacheco        | 2-0 | 1-1    |
| C. F. Gandía                   | 1-3        | Elche C. F.                | 1-1 | 0-2    |
| C. D. Eldense                  | 1-0        | Cartagena F. C.            | 1-0 | 0-0    |
| S. D. Erandio Club             | 1-0        | R. Racing C. de Santander  | 1-0 | 0-0    |
| Levante U. D.                  | 0-1        | C. D. Alcoyano             | 0-0 | 0-1    |
| C. D. Atlético de Ciudadela    | 0-13       | R. C. D. Español           | 0-7 | 0-6    |
| Aurrera Ondarroa               | 2-6        | C. Atlético Osasuna        | 2-3 | 0-3    |
| C. D. Logroñés                 | (pen.) 2-2 | Real Zaragoza C. D.        | 1-2 | 1-0    |
| Martos C. D.                   | 0-5        | Real Betis Balompié        | 0-1 | 0-4    |
| S. D. Ponferradina             | 1-2        | Real Valladolid Deportivo  | 1-0 | 0-2    |

### Partidos
| Ida; 12 de octubre de 1982 | S. D. Deusto | 1:1 | S. D. Eibar |  |  |

| Vuelta; 03 de noviembre de 1982 | S. D. Eibar | 1:0 (Global 2:1) | S. D. Deusto |  |  |

| Ida; 19 de octubre de 1982 | U. P. Langreo | 3:2 | R. Sporting de Gijón |  |  |

| Vuelta; 03 de noviembre de 1982 | R. Sporting de Gijón | 2:0 (Global 4:3) | U. P. Langreo |  |  |

| Ida; 20 de octubre de 1982 | R. C. Celta de Vigo | 1:1 | Pontevedra C. F. |  |  |

| Vuelta; 03 de noviembre de 1982 | Pontevedra C. F. | 0:1 (Global 1:2) | R. C. Celta de Vigo |  |  |

| Ida; 20 de octubre de 1982 | Sestao S. C. | 0:1 | Athletic Club |  |  |

| Vuelta; 03 de noviembre de 1982 | Athletic Club | 0:0 (Global 1:0) | Sestao S. C. |  |  |

| Ida; 20 de octubre de 1982 | Mérida Industrial C. F. | 0:2 | C. Atlético de Madrid |  |  |

| Vuelta; 03 de noviembre de 1982 | C. Atlético de Madrid | 1:0 (Global 3:0) | Mérida Industrial C. F. |  |  |

| Ida; 20 de octubre de 1982 | U. D. Salamanca | 3:0 | Burgos C. F. |  |  |

| Vuelta; 03 de noviembre de 1982 | Burgos C. F. | 2:0 (Global 2:3) | U. D. Salamanca |  |  |

| Ida; 20 de octubre de 1982 | C. D. Alhaurino | 0:1 | C. D. Málaga |  |  |

| Vuelta; 03 de noviembre de 1982 | C. D. Málaga | 4:0 (Global 5:0) | C. D. Alhaurino |  |  |

| Ida; 20 de octubre de 1982 | C. D. San Andrés | 0:3 | U. D. Las Palmas |  |  |

| Vuelta; 03 de noviembre de 1982 | U. D. Las Palmas | 7:1 (Global 10:1) | C. D. San Andrés |  |  |

| Ida; 20 de octubre de 1982 | R. C. D. Coruña | 6:0 | C. Gran Peña Celtista |  |  |

| Vuelta; 02 de noviembre de 1982 | C. Gran Peña Celtista | 0:1 (Global 0:7) | R. C. D. Coruña |  |  |

| Ida; 20 de octubre de 1982 | Real Oviedo C. F. | 2:1 | Bilbao Athletic C. |  |  |

| Vuelta; 04 de noviembre de 1982 | Bilbao Athletic C. | 1:2 (Global 2:4) | Real Oviedo C. F. |  |  |

| Ida; 20 de octubre de 1982 | C. E. Sabadell F. C. | 2:0 | U. D. Figueras |  |  |

| Vuelta; 03 de noviembre de 1982 | U. D. Figueras | 3:0 (Global 3:2) | C. E. Sabadell F. C. |  |  |

| Ida; 20 de octubre de 1982 | C. F. Badalona | 0:2 | F. C. Barcelona Atlético |  |  |

| Vuelta; 03 de noviembre de 1982 | F. C. Barcelona Atlético | 2:0 (Global 4:0) | C. F. Badalona |  |  |

| Ida; 20 de octubre de 1982 | C. D. Manchego | 2:0 | Castilla C. F. |  |  |

| Vuelta; 27 de octubre de 1982 | Castilla C. F. | 1:0 (Global 1:2) | C. D. Manchego |  |  |

| Ida; 20 de octubre de 1982 | A. D. Rayo Vallecano | 3:0 | C. D. Pegaso |  |  |

| Vuelta; 03 de noviembre de 1982 | C. D. Pegaso | 1:2 (Global 1:5) | A. D. Rayo Vallecano |  |  |

| Ida; 20 de octubre de 1982 | R. S. D. Alcalá | 3:1 | C. Atlético Madrileño |  |  |

| Vuelta; 03 de noviembre de 1982 | C. Atlético Madrileño | 1:0 (Global 2:3) | R. S. D. Alcalá |  |  |

| Ida; 20 de octubre de 1982 | S. D. Gimnástica Arandina | 0:2 | Palencia C. F. |  |  |

| Vuelta; 03 de noviembre de 1982 | Palencia C. F. | 2:1 (Global 4:1) | S. D. Gimnástica Arandina |  |  |

| Ida; 20 de octubre de 1982 | Jerez Industrial C. F. | 0:1 | Cádiz C. F. |  |  |

| Vuelta; 03 de noviembre de 1982 | Cádiz C. F. | 0:0 (Global 1:0) | Jerez Industrial C. F. |  |  |

| Ida; 20 de octubre de 1982 | Algeciras C. F. | 2:1 | R. C. Recreativo de Huelva |  |  |

| Vuelta; 03 de noviembre de 1982 | R. C. Recreativo de Huelva | 2:0 (Global 3:2) | Algeciras C. F. |  |  |

| Ida; 20 de octubre de 1982 | Granada C. F. | 2:1 | Linares C. F. |  |  |

| Vuelta; 03 de noviembre de 1982 | Linares C. F. | 2:0 (Global 3:2) | Granada C. F. |  |  |

| Ida; 20 de octubre de 1982 | Juventud de Torremolinos C. F. | 0:1 | Xerez C. D. |  |  |

| Vuelta; 03 de noviembre de 1982 | Xerez C. D. | 3:0 (Global 4:0) | Juventud de Torremolinos C. F. |  |  |

| Ida; 20 de octubre de 1982 | U. D. Poblense | 0:0 | R. C. D. Mallorca |  |  |

| Vuelta; 03 de noviembre de 1982 | R. C. D. Mallorca | 5:1 (Global 5:1) | U. D. Poblense |  |  |

| Ida; 20 de octubre de 1982 | C. D. Endesa Andorra | 2:2 | Deportivo Aragón |  |  |

| Vuelta; 03 de noviembre de 1982 | Deportivo Aragón | 3:0 (Global 5:2) | C. D. Endesa Andorra |  |  |

| Ida; 26 de octubre de 1982 | Hércules C. F. | 1:0 | C. D. Mestalla |  |  |

| Vuelta; 03 de noviembre de 1982 | C. D. Mestalla | 1:5 (Global 1:6) | Hércules C. F. |  |  |

| Ida; 26 de octubre de 1982 | Real Murcia C. F. | 2:0 | C. D. Torre Pacheco |  |  |

| Vuelta; 03 de noviembre de 1982 | C. D. Torre Pacheco | 1:1 (Global 1:3) | Real Murcia C. F. |  |  |

| Ida; 26 de octubre de 1982 | C. F. Gandía | 1:1 | Elche C. F. |  |  |

| Vuelta; 03 de noviembre de 1982 | Elche C. F. | 2:0 (Global 3:1) | C. F. Gandía |  |  |

| Ida; 26 de octubre de 1982 | C. D. Eldense | 1:0 | Cartagena F. C. |  |  |

| Vuelta; 03 de noviembre de 1982 | Cartagena F. C. | 0:0 (Global 0:1) | C. D. Eldense |  |  |

| Ida; 27 de octubre de 1982 | S. D. Erandio Club | 1:0 | R. Racing C. de Santander |  |  |

| Vuelta; 03 de noviembre de 1982 | R. Racing C. de Santander | 0:0 (Global 0:1) | S. D. Erandio Club |  |  |

| Ida; 28 de octubre de 1982 | Levante U. D. | 0:0 | C. D. Alcoyano |  |  |

| Vuelta; 03 de noviembre de 1982 | C. D. Alcoyano | 1:0 (Global 1:0) | Levante U. D. |  |  |

| Ida; 12 de octubre de 1982 | C. D. Atlético de Ciudadela | 0:7 | R. C. D. Español |  |  |

| Vuelta; 26 de octubre de 1982 | R. C. D. Español | 6:0 (Global 13:0) | C. D. Atlético de Ciudadela |  |  |

| Ida; 12 de octubre de 1982 | Aurrera Ondarroa | 2:3 | C. Atlético Osasuna |  |  |

| Vuelta; 04 de noviembre de 1982 | C. Atlético Osasuna | 3:0 (Global 6:2) | Aurrera Ondarroa |  |  |

| Ida; 12 de octubre de 1982 | C. D. Logroñés | 1:2 | Real Zaragoza C. D. |  |  |

| Vuelta; 26 de octubre de 1982 | Real Zaragoza C. D. | 0:1 (t. s.)(1-3 p.)(Global 2:2) | C. D. Logroñés |  |  |

| Ida; 12 de octubre de 1982 | Martos C. D. | 0:1 | Real Betis Balompié |  |  |

| Vuelta; 03 de noviembre de 1982 | Real Betis Balompié | 4:0 (Global 5:0) | Martos C. D. |  |  |

| Ida; 12 de octubre de 1982 | S. D. Ponferradina | 1:0 | Real Valladolid Deportivo |  |  |

| Vuelta; 20 de octubre de 1982 | Real Valladolid Deportivo | 2:0 (Global 2:1) | S. D. Ponferradina |  |  |

## Tercera ronda

### Cuadro
| Equipo 1                   | Agr.       | Equipo 2                  | Ida | Vuelta |
| -------------------------- | ---------- | ------------------------- | --- | ------ |
| R. S. D. Alcalá            | 3-4        | Real Betis Balompié       | 1-0 | 2-4    |
| C. Atlético de Madrid      | 2-4        | R. C. D. Mallorca         | 1-2 | 1-2    |
| S. D. Eibar                | 2-6        | Elche C. F.               | 2-0 | 0-6    |
| S. D. Erandio Club         | 2-4        | A. D. Rayo Vallecano      | 2-1 | 0-3    |
| R. C. D. Español           | 4-0        | Deportivo Aragón          | 3-0 | 1-0    |
| U. D. Figueras             | 3-4        | Real Valladolid Deportivo | 1-1 | 2-3    |
| U. D. Güímar               | 0-9        | R. C. Celta de Vigo       | 0-3 | 0-6    |
| Xerez C. D.                | 3-7        | C. D. Málaga              | 3-2 | 0-5    |
| Hércules C. F.             | 3-2        | C. D. Eldense             | 1-0 | 2-2    |
| Linares C. F.              | 0-7        | Athletic Club             | 0-1 | 0-6    |
| C. D. Logroñés             | 1-2        | C. Atlético Osasuna       | 1-1 | 0-1    |
| Real Murcia C. F.          | 0-3        | R. Sporting de Gijón      | 0-0 | 0-3    |
| Real Oviedo C. F.          | 2-2 (pen.) | C. D. Alcoyano            | 2-1 | 0-1    |
| U. D. Las Palmas           | 0-1        | Cádiz C. F.               | 0-0 | 0-1    |
| Palencia C. F.             | 2-6        | R. C. D. Coruña           | 2-3 | 0-3    |
| R. C. Recreativo de Huelva | 4-3        | C. D. Manchego            | 2-2 | 2-1    |
| U. D. Salamanca            | (pen.) 2-2 | F. C. Barcelona Atlético  | 1-1 | 1-1    |

### Partidos
| Ida; 24 de noviembre de 1982 | R. S. D. Alcalá | 1:0 | Real Betis Balompié |  |  |

| Vuelta; 08 de diciembre de 1982 | Real Betis Balompié | 4:2 (Global 4:3) | R. S. D. Alcalá |  |  |

| Ida; 24 de noviembre de 1982 | C. Atlético de Madrid | 1:2 | R. C. D. Mallorca |  |  |

| Vuelta; 08 de diciembre de 1982 | R. C. D. Mallorca | 2:1 (Global 4:2) | C. Atlético de Madrid |  |  |

| Ida; 24 de noviembre de 1982 | S. D. Eibar | 2:0 | Elche C. F. |  |  |

| Vuelta; 08 de diciembre de 1982 | Elche C. F. | 6:0 (Global 6:2) | S. D. Eibar |  |  |

| Ida; 24 de noviembre de 1982 | S. D. Erandio Club | 2:1 | A. D. Rayo Vallecano |  |  |

| Vuelta; 08 de diciembre de 1982 | A. D. Rayo Vallecano | 3:0 (Global 4:2) | S. D. Erandio Club |  |  |

| Ida; 24 de noviembre de 1982 | R. C. D. Español | 3:0 | Deportivo Aragón |  |  |

| Vuelta; 08 de diciembre de 1982 | Deportivo Aragón | 0:1 (Global 0:4) | R. C. D. Español |  |  |

| Ida; 24 de noviembre de 1982 | U. D. Figueras | 1:1 | Real Valladolid Deportivo |  |  |

| Vuelta; 08 de diciembre de 1982 | Real Valladolid Deportivo | 3:2 (Global 4:3) | U. D. Figueras |  |  |

| Ida; 01 de diciembre de 1982 | U. D. Güímar | 0:3 | R. C. Celta de Vigo |  |  |

| Vuelta; 08 de diciembre de 1982 | R. C. Celta de Vigo | 6:0 (Global 9:0) | U. D. Güímar |  |  |

| Ida; 24 de noviembre de 1982 | Xerez C. D. | 3:2 | C. D. Málaga |  |  |

| Vuelta; 08 de diciembre de 1982 | C. D. Málaga | 5:0 (Global 7:3) | Xerez C. D. |  |  |

| Ida; 24 de noviembre de 1982 | Hércules C. F. | 1:0 | C. D. Eldense |  |  |

| Vuelta; 08 de diciembre de 1982 | C. D. Eldense | 2:2 (Global 2:3) | Hércules C. F. |  |  |

| Ida; 24 de noviembre de 1982 | Linares C. F. | 0:1 | Athletic Club |  |  |

| Vuelta; 08 de diciembre de 1982 | Athletic Club | 6:0 (Global 7:0) | Linares C. F. |  |  |

| Ida; 24 de noviembre de 1982 | C. D. Logroñés | 1:1 | C. Atlético Osasuna |  |  |

| Vuelta; 08 de diciembre de 1982 | C. Atlético Osasuna | 1:0 (Global 2:1) | C. D. Logroñés |  |  |

| Ida; 24 de noviembre de 1982 | Real Murcia C. F. | 0:0 | R. Sporting de Gijón |  |  |

| Vuelta; 08 de diciembre de 1982 | R. Sporting de Gijón | 3:0 (Global 3:0) | Real Murcia C. F. |  |  |

| Ida; 24 de noviembre de 1982 | Real Oviedo C. F. | 2:1 | C. D. Alcoyano |  |  |

| Vuelta; 08 de diciembre de 1982 | C. D. Alcoyano | 1:0 (t. s.)(4-3 p.)(Global 2:2) | Real Oviedo C. F. |  |  |

| Ida; 24 de noviembre de 1982 | U. D. Las Palmas | 0:0 | Cádiz C. F. |  |  |

| Vuelta; 08 de diciembre de 1982 | Cádiz C. F. | 1:0 (Global 1:0) | U. D. Las Palmas |  |  |

| Ida; 24 de noviembre de 1982 | Palencia C. F. | 2:3 | R. C. D. Coruña |  |  |

| Vuelta; 08 de diciembre de 1982 | R. C. D. Coruña | 3:0 (Global 6:2) | Palencia C. F. |  |  |

| Ida; 24 de noviembre de 1982 | R. C. Recreativo de Huelva | 2:2 | C. D. Manchego |  |  |

| Vuelta; 08 de diciembre de 1982 | C. D. Manchego | 1:2 (Global 3:4) | R. C. Recreativo de Huelva |  |  |

| Ida; 24 de noviembre de 1982 | U. D. Salamanca | 1:1 | F. C. Barcelona Atlético |  |  |

| Vuelta; 08 de diciembre de 1982 | F. C. Barcelona Atlético | 1:1 (t. s.)(2-4 p.)(Global 2:2) | U. D. Salamanca |  |  |

## Cuarta ronda

### Cuadro
| Equipo 1                  | Agr. | Equipo 2                   | Ida | Vuelta |
| ------------------------- | ---- | -------------------------- | --- | ------ |
| C. D. Alcoyano            | 3-4  | R. C. D. Coruña            | 3-1 | 0-3    |
| Real Betis Balompié       | 3-2  | C. D. Málaga               | 2-2 | 1-0    |
| R. C. Celta de Vigo       | 4-3  | R. C. Recreativo de Huelva | 2-2 | 2-1    |
| Hércules C. F.            | 1-3  | R. Sporting de Gijón       | 0-2 | 1-1    |
| R. C. D. Mallorca         | 2-3  | Sevilla F. C.              | 1-0 | 1-3    |
| Real Valladolid Deportivo | 2-1  | Elche C. F.                | 1-0 | 1-1    |

### Partidos
| Ida; 22 de diciembre de 1982 | C. D. Alcoyano | 3:1 | R. C. D. Coruña |  |  |

| Vuelta; 12 de enero de 1983 | R. C. D. Coruña | 3:0 (Global 4:3) | C. D. Alcoyano |  |  |

| Ida; 22 de diciembre de 1982 | Real Betis Balompié | 2:2 | C. D. Málaga |  |  |

| Vuelta; 12 de enero de 1983 | C. D. Málaga | 0:1 (Global 2:3) | Real Betis Balompié |  |  |

| Ida; 22 de diciembre de 1982 | R. C. Celta de Vigo | 2:2 | R. C. Recreativo de Huelva |  |  |

| Vuelta; 12 de enero de 1983 | R. C. Recreativo de Huelva | 1:2 (Global 3:4) | R. C. Celta de Vigo |  |  |

| Ida; 22 de diciembre de 1982 | Hércules C. F. | 0:2 | R. Sporting de Gijón |  |  |

| Vuelta; 12 de enero de 1983 | R. Sporting de Gijón | 1:1 (Global 3:1) | Hércules C. F. |  |  |

| Ida; 22 de diciembre de 1982 | R. C. D. Mallorca | 1:0 | Sevilla F. C. |  |  |

| Vuelta; 12 de enero de 1983 | Sevilla F. C. | 3:1 (Global 3:2) | R. C. D. Mallorca |  |  |

| Ida; 22 de diciembre de 1982 | Real Valladolid Deportivo | 1:0 | Elche C. F. |  |  |

| Vuelta; 12 de enero de 1983 | Elche C. F. | 1:1 (Global 1:2) | Real Valladolid Deportivo |  |  |

## Fase final
La fase final se juega a tres rondas eliminatorias a doble partido. Los enfrentamientos y el cuadro, resultan de un sorteo puro entre los vencedores de la ronda de dieciseisavos. Este determinó los siguientes enfrentamientos:
|  | Octavos de final                              | Octavos de final                              | Octavos de final                              |                    |   | Cuartos de final                        | Cuartos de final                        | Cuartos de final                        |  |  | Semifinales                            | Semifinales                            | Semifinales                            |  |  | Final              | Final              | Final              |
|  | 2 de febrero de 1983 22/23 de febrero de 1983 | 2 de febrero de 1983 22/23 de febrero de 1983 | 2 de febrero de 1983 22/23 de febrero de 1983 |                    |   | 30 de marzo de 1983 13 de abril de 1983 | 30 de marzo de 1983 13 de abril de 1983 | 30 de marzo de 1983 13 de abril de 1983 |  |  | 5/7 de mayo de 1983 21 de mayo de 1983 | 5/7 de mayo de 1983 21 de mayo de 1983 | 5/7 de mayo de 1983 21 de mayo de 1983 |  |  | 4 de junio de 1983 | 4 de junio de 1983 | 4 de junio de 1983 |
|  |                                               |                                               |                                               |                    |   |                                         |                                         |                                         |  |  |                                        |                                        |                                        |  |  |                    |                    |                    |
|  |                                               |                                               |                                               |                    |   |                                         |                                         |                                         |  |  |                                        |                                        |                                        |  |  |                    |                    |                    |
|  |                                               |                                               |                                               |                    |   |                                         |                                         |                                         |  |  |                                        |                                        |                                        |  |  |                    |                    |                    |
|  | R. C. Deportivo de La Coruña                  | 0                                             | 1                                             |                    |   |                                         |                                         |                                         |  |  |                                        |                                        |                                        |  |  |                    |                    |                    |
|  | R. C. Deportivo de La Coruña                  | 0                                             | 1                                             |                    |   |                                         |                                         |                                         |  |  |                                        |                                        |                                        |  |  |                    |                    |                    |
|  | Athletic Club                                 | 0                                             | 3                                             |                    |   |                                         |                                         |                                         |  |  |                                        |                                        |                                        |  |  |                    |                    |                    |
|  | Athletic Club                                 | 0                                             | 3                                             | Athletic Club      | 1 | 0                                       |                                         |                                         |  |  |                                        |                                        |                                        |  |  |                    |                    |                    |
|  |                                               |                                               |                                               |                    | 1 | 0                                       |                                         |                                         |  |  |                                        |                                        |                                        |  |  |                    |                    |                    |
|  |                                               | F. C. Barcelona                               | 0                                             | 3                  |   |                                         |                                         |                                         |  |  |                                        |                                        |                                        |  |  |                    |                    |                    |
|  | R. C. Celta de Vigo                           | F. C. Barcelona                               | 0                                             | 3                  | 0 | 0                                       |                                         |                                         |  |  |                                        |                                        |                                        |  |  |                    |                    |                    |
|  | R. C. Celta de Vigo                           |                                               |                                               |                    | 0 | 0                                       |                                         |                                         |  |  |                                        |                                        |                                        |  |  |                    |                    |                    |
|  | F. C. Barcelona                               | 0                                             | 2                                             |                    |   |                                         |                                         |                                         |  |  |                                        |                                        |                                        |  |  |                    |                    |                    |
|  | F. C. Barcelona                               | 0                                             | 2                                             | F. C. Barcelona    | 2 | 2                                       |                                         |                                         |  |  |                                        |                                        |                                        |  |  |                    |                    |                    |
|  |                                               |                                               |                                               |                    | 2 | 2                                       |                                         |                                         |  |  |                                        |                                        |                                        |  |  |                    |                    |                    |
|  |                                               | Real Sociedad                                 | 0                                             | 1                  |   |                                         |                                         |                                         |  |  |                                        |                                        |                                        |  |  |                    |                    |                    |
|  | Real Valladolid D.                            | Real Sociedad                                 | 0                                             | 1                  | 2 | 1                                       |                                         |                                         |  |  |                                        |                                        |                                        |  |  |                    |                    |                    |
|  | Real Valladolid D.                            |                                               |                                               |                    | 2 | 1                                       |                                         |                                         |  |  |                                        |                                        |                                        |  |  |                    |                    |                    |
|  | A. D. Rayo Vallecano                          | 0                                             | 1                                             |                    |   |                                         |                                         |                                         |  |  |                                        |                                        |                                        |  |  |                    |                    |                    |
|  | A. D. Rayo Vallecano                          | 0                                             | 1                                             | Real Valladolid D. | 1 | 0                                       |                                         |                                         |  |  |                                        |                                        |                                        |  |  |                    |                    |                    |
|  |                                               |                                               |                                               |                    | 1 | 0                                       |                                         |                                         |  |  |                                        |                                        |                                        |  |  |                    |                    |                    |
|  |                                               | Real Sociedad                                 | 0                                             | 5                  |   |                                         |                                         |                                         |  |  |                                        |                                        |                                        |  |  |                    |                    |                    |
|  | Real Sociedad (p.p.)                          | Real Sociedad                                 | 0                                             | 5                  | 2 | 0                                       |                                         |                                         |  |  |                                        |                                        |                                        |  |  |                    |                    |                    |
|  | Real Sociedad (p.p.)                          |                                               |                                               |                    | 2 | 0                                       |                                         |                                         |  |  |                                        |                                        |                                        |  |  |                    |                    |                    |
|  | U. D. Salamanca                               | 0                                             | 2                                             |                    |   |                                         |                                         |                                         |  |  |                                        |                                        |                                        |  |  |                    |                    |                    |
|  | U. D. Salamanca                               | 0                                             | 2                                             | F. C. Barcelona    | 2 |                                         |                                         |                                         |  |  |                                        |                                        |                                        |  |  |                    |                    |                    |
|  |                                               |                                               |                                               |                    | 2 |                                         |                                         |                                         |  |  |                                        |                                        |                                        |  |  |                    |                    |                    |
|  |                                               | Real Madrid C. F.                             | 1                                             |                    |   |                                         |                                         |                                         |  |  |                                        |                                        |                                        |  |  |                    |                    |                    |
|  | Cádiz C. F.                                   | Real Madrid C. F.                             | 1                                             | 1                  | 1 |                                         |                                         |                                         |  |  |                                        |                                        |                                        |  |  |                    |                    |                    |
|  | Cádiz C. F.                                   |                                               |                                               |                    | 1 |                                         |                                         |                                         |  |  |                                        |                                        |                                        |  |  |                    |                    |                    |
|  | Real Madrid C. F.                             | 0                                             | 2                                             |                    |   |                                         |                                         |                                         |  |  |                                        |                                        |                                        |  |  |                    |                    |                    |
|  | Real Madrid C. F.                             | 0                                             | 2                                             | Real Madrid C. F.  | 2 | 2                                       |                                         |                                         |  |  |                                        |                                        |                                        |  |  |                    |                    |                    |
|  |                                               |                                               |                                               |                    | 2 | 2                                       |                                         |                                         |  |  |                                        |                                        |                                        |  |  |                    |                    |                    |
|  |                                               | Sevilla F. C.                                 | 1                                             | 1                  |   |                                         |                                         |                                         |  |  |                                        |                                        |                                        |  |  |                    |                    |                    |
|  | Sevilla F. C.                                 | Sevilla F. C.                                 | 1                                             | 1                  | 2 | 2                                       |                                         |                                         |  |  |                                        |                                        |                                        |  |  |                    |                    |                    |
|  | Sevilla F. C.                                 |                                               |                                               |                    | 2 | 2                                       |                                         |                                         |  |  |                                        |                                        |                                        |  |  |                    |                    |                    |
|  | Real Betis Balompié                           | 0                                             | 0                                             |                    |   |                                         |                                         |                                         |  |  |                                        |                                        |                                        |  |  |                    |                    |                    |
|  | Real Betis Balompié                           | 0                                             | 0                                             | Real Madrid C. F.  | 6 | 0                                       |                                         |                                         |  |  |                                        |                                        |                                        |  |  |                    |                    |                    |
|  |                                               |                                               |                                               |                    | 6 | 0                                       |                                         |                                         |  |  |                                        |                                        |                                        |  |  |                    |                    |                    |
|  |                                               | Sporting de Gijón                             | 0                                             | 4                  |   |                                         |                                         |                                         |  |  |                                        |                                        |                                        |  |  |                    |                    |                    |
|  | Valencia C. F.                                | Sporting de Gijón                             | 0                                             | 4                  | 1 | 2                                       |                                         |                                         |  |  |                                        |                                        |                                        |  |  |                    |                    |                    |
|  | Valencia C. F.                                |                                               |                                               |                    | 1 | 2                                       |                                         |                                         |  |  |                                        |                                        |                                        |  |  |                    |                    |                    |
|  | R. C. D. Español                              | 2                                             | 2                                             |                    |   |                                         |                                         |                                         |  |  |                                        |                                        |                                        |  |  |                    |                    |                    |
|  | R. C. D. Español                              | 2                                             | 2                                             | R. C. D. Español   | 1 | 0                                       |                                         |                                         |  |  |                                        |                                        |                                        |  |  |                    |                    |                    |
|  |                                               |                                               |                                               |                    | 1 | 0                                       |                                         |                                         |  |  |                                        |                                        |                                        |  |  |                    |                    |                    |
|  |                                               | Sporting de Gijón                             | 0                                             | 3                  |   |                                         |                                         |                                         |  |  |                                        |                                        |                                        |  |  |                    |                    |                    |
|  | C. A. Osasuna                                 | Sporting de Gijón                             | 0                                             | 3                  | 0 | 2                                       |                                         |                                         |  |  |                                        |                                        |                                        |  |  |                    |                    |                    |
|  | C. A. Osasuna                                 |                                               |                                               |                    | 0 | 2                                       |                                         |                                         |  |  |                                        |                                        |                                        |  |  |                    |                    |                    |
|  | Sporting de Gijón                             | 0                                             | 4                                             |                    |   |                                         |                                         |                                         |  |  |                                        |                                        |                                        |  |  |                    |                    |                    |

## Octavos de final

### Cuadro
| Equipo 1                  | Agr.       | Equipo 2             | Ida | Vuelta |
| ------------------------- | ---------- | -------------------- | --- | ------ |
| Cádiz C. F.               | 1-4        | Real Madrid C. F.    | 0-0 | 1-4    |
| R. C. Celta de Vigo       | 0-2        | F. C. Barcelona      | 0-0 | 0-2    |
| R. C. D. Coruña           | 1-3        | Athletic Club        | 0-0 | 1-3    |
| C. Atlético Osasuna       | 2-4        | R. Sporting de Gijón | 0-0 | 2-4    |
| Real Sociedad de F.       | (pen.) 2-2 | U. D. Salamanca      | 2-0 | 0-2    |
| Sevilla F. C.             | 4-0        | Real Betis Balompié  | 2-0 | 2-0    |
| Real Valladolid Deportivo | 3-1        | A. D. Rayo Vallecano | 2-0 | 1-1    |
| Valencia C. F.            | 3-4        | R. C. D. Español     | 1-2 | 2-2    |

### Partidos
| Ida; 02 de febrero de 1983 | Cádiz C. F. | 0:0 | Real Madrid C. F. |  |  |

| Vuelta; 22 de febrero de 1983 | Real Madrid C. F. | 4:1 (Global 4:1) | Cádiz C. F. |  |  |

| Ida; 02 de febrero de 1983 | R. C. Celta de Vigo | 0:0 | F. C. Barcelona |  |  |

| Vuelta; 22 de febrero de 1983 | F. C. Barcelona | 2:0 (Global 2:0) | R. C. Celta de Vigo |  |  |

| Ida; 02 de febrero de 1983 | R. C. D. Coruña | 0:0 | Athletic Club |  |  |

| Vuelta; 23 de febrero de 1983 | Athletic Club | 3:1 (Global 3:1) | R. C. D. Coruña |  |  |

| Ida; 02 de febrero de 1983 | C. Atlético Osasuna | 0:0 | R. Sporting de Gijón |  |  |

| Vuelta; 23 de febrero de 1983 | R. Sporting de Gijón | 4:2 (Global 4:2) | C. Atlético Osasuna |  |  |

| Ida; 02 de febrero de 1983 | Real Sociedad de F. | 2:0 | U. D. Salamanca |  |  |

| Vuelta; 23 de febrero de 1983 | U. D. Salamanca | 2:0 (t. s.)(3-4 p.)(Global 2:2) | Real Sociedad de F. |  |  |

| Ida; 02 de febrero de 1983 | Sevilla F. C. | 2:0 | Real Betis Balompié |  |  |

| Vuelta; 23 de febrero de 1983 | Real Betis Balompié | 0:2 (Global 0:4) | Sevilla F. C. |  |  |

| Ida; 02 de febrero de 1983 | Real Valladolid Deportivo | 2:0 | A. D. Rayo Vallecano |  |  |

| Vuelta; 23 de febrero de 1983 | A. D. Rayo Vallecano | 1:1 (Global 1:3) | Real Valladolid Deportivo |  |  |

| Ida; 02 de febrero de 1983 | Valencia C. F. | 1:2 | R. C. D. Español |  |  |

| Vuelta; 23 de febrero de 1983 | R. C. D. Español | 2:2 (Global 4:3) | Valencia C. F. |  |  |

## Cuartos de final

### Cuadro
| Equipo 1                  | Agr. | Equipo 2             | Ida | Vuelta |
| ------------------------- | ---- | -------------------- | --- | ------ |
| Athletic Club             | 1-3  | F. C. Barcelona      | 1-0 | 0-3    |
| R. C. D. Español          | 1-5  | R. Sporting de Gijón | 1-0 | 0-5    |
| Real Madrid C. F.         | 4-2  | Sevilla F. C.        | 2-1 | 2-1    |
| Real Valladolid Deportivo | 1-3  | Real Sociedad de F.  | 1-0 | 0-3    |

### Partidos
| Ida; 30 de marzo de 1983 | Athletic Club | 1:0 | F. C. Barcelona |  |  |

| Vuelta; 13 de abril de 1983 | F. C. Barcelona | 3:0 (Global 3:1) | Athletic Club |  |  |

| Ida; 30 de marzo de 1983 | R. C. D. Español | 1:0 | R. Sporting de Gijón |  |  |

| Vuelta; 13 de abril de 1983 | R. Sporting de Gijón | 5:0 (Global 5:1) | R. C. D. Español |  |  |

| Ida; 30 de marzo de 1983 | Real Madrid C. F. | 2:1 | Sevilla F. C. |  |  |

| Vuelta; 13 de abril de 1983 | Sevilla F. C. | 1:2 (Global 2:4) | Real Madrid C. F. |  |  |

| Ida; 30 de marzo de 1983 | Real Valladolid Deportivo | 1:0 | Real Sociedad de F. |  |  |

| Vuelta; 13 de abril de 1983 | Real Sociedad de F. | 3:0 (Global 3:1) | Real Valladolid Deportivo |  |  |

## Semifinales

### Cuadro
| Equipo 1          | Agr. | Equipo 2             | Ida | Vuelta |
| ----------------- | ---- | -------------------- | --- | ------ |
| F. C. Barcelona   | 4-1  | Real Sociedad de F.  | 2-0 | 2-1    |
| Real Madrid C. F. | 6-4  | R. Sporting de Gijón | 6-0 | 0-4    |

### Partidos
| Ida; 05 de mayo de 1983 | F. C. Barcelona | 2:0 | Real Sociedad de F. |  |  |

| Vuelta; 21 de mayo de 1983 | Real Sociedad de F. | 1:2 (Global 1:4) | F. C. Barcelona |  |  |

| Ida; 05 de mayo de 1983 | Real Madrid C. F. | 6:0 | R. Sporting de Gijón |  |  |

| Vuelta; 21 de mayo de 1983 | R. Sporting de Gijón | 4:0 (Global 4:6) | Real Madrid C. F. |  |  |

## Final
| 1  | POR | Javier Urruticoechea |     |
| 2  | DEF | Tente Sánchez        |     |
| 3  | DEF | Migueli              |     |
| 6  | DEF | Gerardo Miranda      |     |
| 4  | DEF | Julio Alberto Moreno |     |
| 5  | MED | Víctor Muñoz         |     |
| 8  | MED | Bernd Schuster       |     |
| 9  | MED | Esteban Vigo         | 81' |
| 11 | DEL | Marcos Alonso        |     |
| 10 | DEL | Diego Maradona       |     |
| 7  | DEL | Lobo Carrasco        |     |
| DT | DT  | César Luis Menotti   |     |

| 1  | POR | Miguel Ángel         |     |  |
| 2  | DEF | Isidoro San José     |     |  |
| 4  | DEF | John Metgod          |     |  |
| 5  | DEF | Paco Bonet           |     |  |
| 3  | DEF | José Antonio Camacho |     |  |
| 8  | MED | Ángel de los Santos  |     |  |
| 10 | MED | Uli Stielike         |     |  |
| 6  | MED | Ricardo Gallego      |     |  |
| 7  | MED | Pepe Salguero        |     |  |
| 11 | DEL | Juanito              | 75' |  |
| 9  | DEL | Santillana           |     |  |
| DT | DT  | Alfredo Di Stéfano   |     |  |

| 14 | MED | Enrique Morán | 81' |

| 15 | DEL | Isidro Díaz | 75' |

|  | 32' | Víctor Muñoz  | 1-0 |
|  | 90' | Marcos Alonso | 2-1 |

|  | 50' | Santillana | 1-1 |

|  | 5'  | Migueli      |
|  | 58' | Esteban Vigo |

|  | 34' | José Antonio Camacho |

| Árbitro:             | José Luis García Carrión |
| Árbitros asistentes: |                          |
|                      |                          |
| Cuarto árbitro:      |                          |
| Reporte              |                          |

| 1  | POR | Javier Urruticoechea |     |
| 2  | DEF | Tente Sánchez        |     |
| 3  | DEF | Migueli              |     |
| 6  | DEF | Gerardo Miranda      |     |
| 4  | DEF | Julio Alberto Moreno |     |
| 5  | MED | Víctor Muñoz         |     |
| 8  | MED | Bernd Schuster       |     |
| 9  | MED | Esteban Vigo         | 81' |
| 11 | DEL | Marcos Alonso        |     |
| 10 | DEL | Diego Maradona       |     |
| 7  | DEL | Lobo Carrasco        |     |
| DT | DT  | César Luis Menotti   |     |

| 1  | POR | Miguel Ángel         |     |  |
| 2  | DEF | Isidoro San José     |     |  |
| 4  | DEF | John Metgod          |     |  |
| 5  | DEF | Paco Bonet           |     |  |
| 3  | DEF | José Antonio Camacho |     |  |
| 8  | MED | Ángel de los Santos  |     |  |
| 10 | MED | Uli Stielike         |     |  |
| 6  | MED | Ricardo Gallego      |     |  |
| 7  | MED | Pepe Salguero        |     |  |
| 11 | DEL | Juanito              | 75' |  |
| 9  | DEL | Santillana           |     |  |
| DT | DT  | Alfredo Di Stéfano   |     |  |

| 14 | MED | Enrique Morán | 81' |

| 15 | DEL | Isidro Díaz | 75' |

|  | 32' | Víctor Muñoz  | 1-0 |
|  | 90' | Marcos Alonso | 2-1 |

|  | 50' | Santillana | 1-1 |

|  | 5'  | Migueli      |
|  | 58' | Esteban Vigo |

|  | 34' | José Antonio Camacho |

| Árbitro:             | José Luis García Carrión |
| Árbitros asistentes: |                          |
|                      |                          |
| Cuarto árbitro:      |                          |
| Reporte              |                          |

|                 |
|                 |
| Campeón         |
| F. C. Barcelona |
| 20.º título     |